# Laothoe amurensis
Laothoe amurensis és una espècie de lepidòpter ditrisi de la família dels esfíngids (Sphingidae). Es distribueix des del sud de Finlàndia, est de Polònia, Belarús, Estònia, Letònia, Lituània, a través de la Rússia europea, nord del Kazakhstan i oest de Sibèria fins al Massís de l'Altai, Xina, Corea i Japó. L'eruga s'alimenta principalment de Populus tremula i Populus lancifolia, tot i que també accepta Salix i altres espècies de Populus.